# François de Belleforest

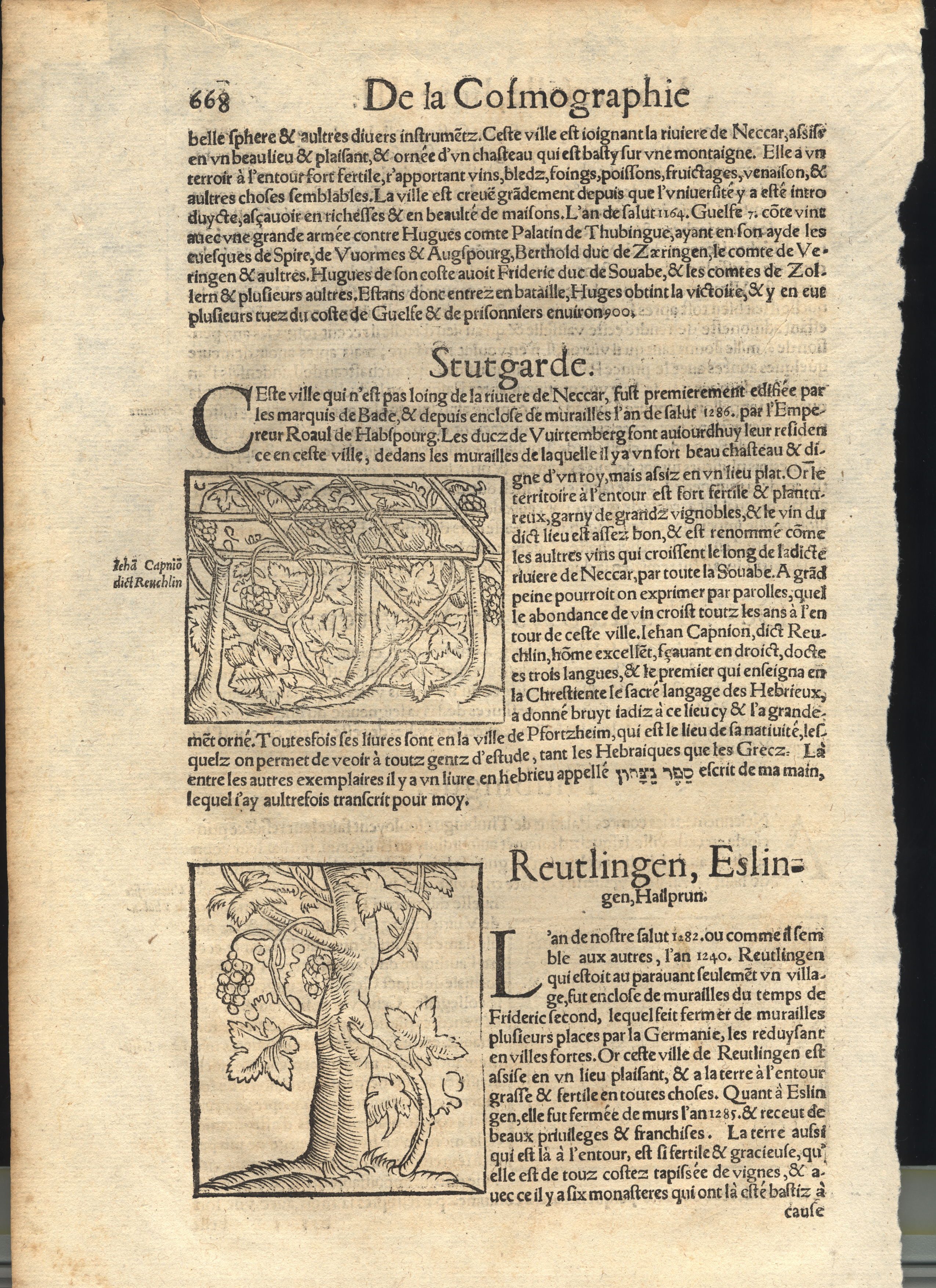
Pàgina de la traducció de Belleforest de la Cosmographia

 
François de Belleforest   (Samatan, novembre 1530 - París, 1 de gener de 1583 (Julià)) o Francesc de Bellforest va ser un prolífic escriptor, poeta i traductor gascó occità. Va escriure i traduir en llengua francesa.

## Biografia
Va néixer a Samatan (a l'actual departament del Gers, antiga Gascunya), en una família pobra. El seu pare, soldat, va ser assassinat quan ell tenia set anys. Va passar un temps a la cort de Margarida d'Angulema i va viatjar a Tolosa de Llenguadoc i Bordeus, on va conèixer George Buchanan, i després a París on va entrar en contacte amb membres de la jove generació literària, entre ells Pierre de Ronsard, Jean Antoine de Baïf, Jean Dorat, Remy Belleau, Antoine Du Verdier i Odet de Turnèbe. L'any 1568, esdevingué historiògraf del rei. Va morir a París.
Belleforest va escriure sobre cosmografia, moral, literatura i història, i va traduir al francès les obres de Matteo Bandello, Boccaccio, Antonio de Guevara, Lodovico Guicciardini, Polydore Vergil, Saint Cyprian, Sebastian Münster, Aquil·les Tatius, Ciceró i Demòstenes. També és autor de la primera novel·la pastoral francesa, La Pyrénée (o La Pastorale amoureuse ) (1571), inspirada en la Diana del portuguès Jorge de Montemayor. Els seus Grandes Annales són un tractat polèmic contra François Hotman. La seva producció total consta de més de 50 volums.
La seva obra més reeixida va ser, probablement, la seva traducció i adaptació de les "histoires tragiques", de l'italià Matteo Bºandello, que es basaven en l'obra de Pierre Boaistuau i, finalment, van arribar als set volums (1564–1582). Un d'aquests contes podria ser la font del Hamlet de Shakespeare.

## Obres seleccionades
- La chasse d'amour (poemes), 1561.
- Continuation des histoires tragiques, contenant douze histoires tirées de Bandel...., traducció de Mateo Bandello, 1559.
- Histoires tragiques, traducció de Ma
- teo Bandello, 7 volumes, 1566–1583.
- Les Amours de Clitophon et de Leucippe by Achilles Tatius, 1568.
- L’histoire universelle du monde, 1570
- La Pyrénée (o La Pastorale amoureuse), 1571.
- Harengue militaires, et concions de princes, capitaines, embassadeurs, et autres manians tant la guerre que les affaires d'Estat ... Recueillis et faictes Françoyses, by Françoys de Belle-Forest. Paris, Nicolas Chesneau, 1572
- La Cosmographie universelle de tout le monde. Paris, 1575. Nicolas Chesneau and Michel Sonnius. Traducció francesa de la Cosmographia de Sebastian Münster, amb material addicional substancial.
- Grandes Annales et histoire générale de France, 1579.
- Les sentences illustrés de M.T. Ciceron Et les apophthegmes, avec quelquel sentences de piete, recueillies de mesme Ciceron. Aveei les plus remarquables sentences tant de Terence... et de... Demosthene. Le tout Traduit nouvellement de Latin en Francais par Francois de Belle-forest, Commingeoiis. Reveu & corrige. Jacob Stoer, (Geneva): 1609.
- Les chroniques et annales de France, dès l'origine des François, & leur venue en Gaule. Pierre Chevalier, 1621. Última edición y la más completa de las Chroniques de Nicole Gilles, publicada l'any 1525.